# Tự Lực văn đoàn
Tự Lực văn đoàn (chữ Hán: 自力文團, tiếng Pháp: Groupe littéraire de ses propres forces) là tổ chức văn học mang tính hội đoàn, một nhóm nhà văn đã tạo nên một trường phái văn học, một phong trào cách tân văn học (và trên nhiều lĩnh vực, đồng thời là một phong trào cách tân văn hóa, cải cách xã hội) Việt Nam hiện đại, khởi đầu là một tổ chức văn bút do Nhất Linh Nguyễn Tường Tam khởi xướng vào năm 1932, nhưng đến thứ sáu ngày 2 tháng 3 năm 1934 mới chính thức trình diện (theo tuần báo Phong Hóa số 87).
Cho tới nay, Tự Lực văn đoàn được nhiều nhà nghiên cứu đánh giá là hội nhóm sáng tác văn nghệ (do tư nhân sáng lập và điều hành) có sức ảnh hưởng văn hóa sâu rộng nhất không chỉ trong thời hiện đại mà còn trong cả lịch sử văn học viết khoảng chừng một nghìn năm của Việt Nam. Trong thời kỳ hưng thịnh của Tự Lực văn đoàn, họ có thanh thế rất mạnh cả ở lĩnh vực văn chương và báo chí. Riêng trong địa hạt văn học, các cây bút văn xuôi của nhóm đã góp sức cùng nhau tạo nên cả một trường phái hoặc ở mức độ rộng hơn là phát động cả một trào lưu sáng tác văn chương nghiêng nhiều về khuynh hướng lãng mạn gắn liền với tên gọi của văn đoàn mà về sau mới có những khái niệm phổ biến trong giới nghiên cứu như "trường phái văn chương Tự Lực" hay cụ thể hơn nữa là "trường phái tiểu thuyết Tự Lực Văn Đoàn". Giải thưởng văn chương Tự Lực Văn Đoàn (do các thành viên chính thức của nhóm đề xuất tiêu chí trao giải, tự đứng ra tổ chức, gây quỹ, xét duyệt và trao tặng cho các cây bút sáng tác văn chương bên ngoài văn đoàn) cũng được nhiều người xem là một ý tưởng đột phá, một dấu ấn văn hóa có tầm quan trọng đối với cả tiến trình lịch sử văn học Việt Nam chứ không chỉ riêng trong thời hiện đại.
Dù thế mạnh của Tự Lực văn đoàn nghiêng hẳn về văn xuôi (đặc biệt trong tiểu thuyết và truyện ngắn) nhưng họ cũng được xem rộng rãi là tổ chức văn chương chuyên nghiệp quan trọng nhất đương thời có vai trò đỡ đầu, bảo trợ, cổ vũ cho phong trào Thơ mới của Việt Nam ngay từ buổi đầu sơ khai tới trọn thập niên 1930. Trong danh sách thành viên của họ thường có hai tên tuổi của phong trào Thơ mới là Thế Lữ và Xuân Diệu. Tính cho tới những thập niên đầu thế kỷ 21, Tự Lực văn đoàn cũng là hội nhóm sáng tác văn chương thu hút giới nghiên cứu phê bình một cách toàn diện và sôi nổi nhất trong lịch sử văn học Việt Nam (xem chi tiết ở mục tài liệu nghiên cứu, phê bình về Tự Lực văn đoàn trong phần cuối bài viết). Bên cạnh địa hạt chính là văn chương, Tự Lực văn đoàn cũng có chỗ đứng rất nổi bật trong lịch sử báo chí - truyền thông đại chúng (thông qua hai tờ tuần báo Phong Hóa và Ngày Nay) cũng như xuất bản (thông qua An Nam xuất bản cục và nhà xuất bản Đời Nay) của Việt Nam.
Tuy nhiên, Tự Lực văn đoàn cũng đồng thời có thể là hội nhóm sáng tác văn nghệ gây nhiều tranh cãi nhất, hứng chịu nhiều chỉ trích - phê phán gay gắt nhất trong lịch sử Việt Nam tới nay, mà một trong những nguyên nhân chính có thể do khuynh hướng chính trị cùng hoạt động đảng phái gia tăng của họ (cụ thể hơn là của bộ ba Nhất Linh – Hoàng Đạo – Khái Hưng) trong giai đoạn cuối trước khi dần tan rã. Ngay cả số lượng tối đa thành viên chính thức suốt lịch sử của văn đoàn là 7 ("thất tinh") hay 8 ("bát tú"), rồi danh sách cụ thể các thành viên (vấn đề thêm người nào hay bớt người nào và vấn đề tư cách thành viên chính thức hay dự bị) cũng như mức độ chính xác thời điểm thành lập và giải tán thực sự của văn đoàn tới giờ vẫn là những chủ đề tranh luận chưa có hồi kết của giới nghiên cứu lịch sử văn học cũng như báo chí Việt Nam. Trong thời của họ, Tự Lực Văn Đoàn đã có không ít đối thủ cạnh tranh công kích lẫn nhau cả trong làng báo lẫn làng văn. Một vài nguyên nhân quan trọng nữa khiến họ (chính xác hơn là bộ ba Nhất Linh – Hoàng Đạo – Khái Hưng) nhận được không mấy thiện cảm, quan tâm từ đại bộ phận giới nghiên cứu, phê bình, giảng dạy và sáng tác văn chương trong nước suốt nhiều thập kỷ kể từ sau năm 1945 là hoàn cảnh xuất thân, hoạt động chính trị - xã hội, rồi khuynh hướng sáng tác "bị gắn mác" như "trưởng giả" - "(tiểu) tư sản" - "lãng mạn" - "ủy mị" - "bế tắc" - "ảo tưởng" - "ru ngủ" - "thiếu tinh thần cách mạng" - "thiếu tính đấu tranh giai cấp" theo khuôn định của hệ thống giáo dục xã hội chủ nghĩa được thiết lập một cách độc tôn chính thức ở miền Bắc Việt Nam từ đầu thập niên 1950 trở đi. Với cả nhóm nói chung cũng như từng thành viên nói riêng, cách đánh giá của giới nghiên cứu Việt Nam (cả trong nước lẫn hải ngoại) cho tới nay phần lớn vẫn còn tương đối dè dặt và không nhất quán. Lấy một thí dụ tiêu biểu, trong số các cây bút (đồng thời là thành viên chính thức) chuyên về văn xuôi của nhóm thì Thạch Lam có lẽ là người có được sự tiếp nhận nồng nhiệt, ưu ái hơn cả từ giới nghiên cứu, phê bình và giảng dạy trong nước đặc biệt kể từ đầu thời kỳ Đổi Mới tới nay. Trong khi đó, hành trạng chính trị - xã hội cũng như tác phẩm văn chương lẫn báo chí của bộ ba Nhất Linh – Hoàng Đạo – Khái Hưng vẫn là những đối tượng phê phán và chỉ trích (thậm chí lên án) chủ yếu của đại bộ phận giới phê bình, giảng dạy "chính thống" trong nước mỗi khi cần đề cập tương đối chi tiết đến lịch sử văn đoàn.

## Đặc điểm nổi bật

Nhất Linh Nguyễn Tường Tam, người thường được coi là chủ soái và "linh hồn" của văn đoàn bởi sở hữu những tố chất gần như bẩm sinh của một nhà tổ chức ưu tú. Nhất Linh là một trong hai cây bút "đàn anh" (cùng với Khái Hưng) của nhóm, giúp tạo dựng vị thế lịch sử cho "trường phái văn chương Tự Lực" nói chung và "trường phái tiểu thuyết Tự Lực Văn Đoàn" nói riêng

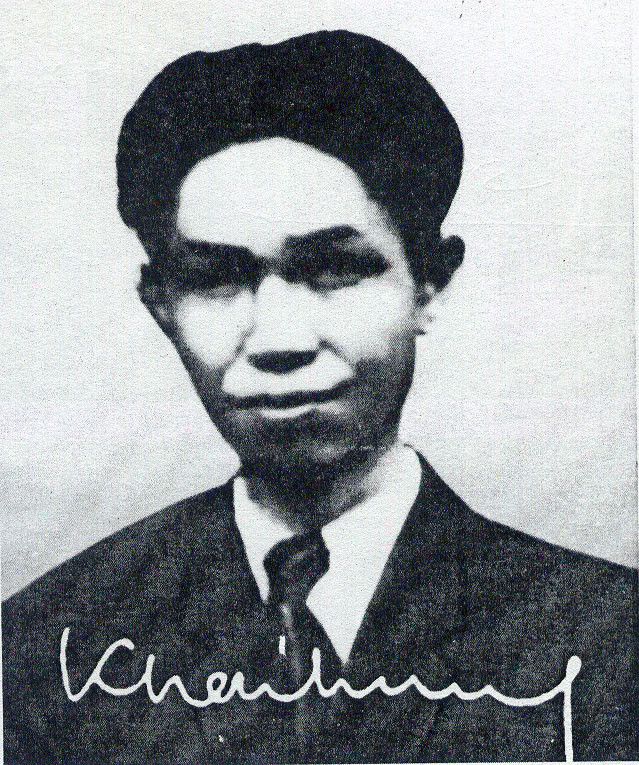
Được nhiều người đánh giá là cây bút văn xuôi nổi trội nhất của nhóm, Khái Hưng Trần Khánh Giư giữ vai trò định hình cho "trường phái văn chương Tự Lực", cụ thể hơn nữa là "trường phái tiểu thuyết Tự Lực Văn Đoàn" suốt thập niên 1930 tới những năm đầu thập niên 1940

Là một cây bút văn xuôi độc đáo của "trường phái văn chương Tự Lực" nói chung, Hoàng Đạo Nguyễn Tường Long cũng đồng thời được xem là "lý thuyết gia" của văn đoàn. Trong số các thành viên chính thức của nhóm, bộ ba Nhất Linh – Hoàng Đạo – Khái Hưng thường được xem là những cây bút có vai trò nổi bật nhất trong sự hình thành và phát triển của "trường phái tiểu thuyết Tự Lực Văn Đoàn"

Thạch Lam Nguyễn Tường Lân được xem là một cây bút văn xuôi sáng giá của nhóm, góp phần chung tạo nên chỗ đứng lịch sử cho "trường phái văn chương Tự Lực" suốt thập niên 1930 tới những năm đầu thập niên 1940

Thế Lữ Nguyễn Đình Lễ, một gương mặt nổi trội của phong trào Thơ mới từ buổi sơ khai và đồng thời là một cây bút văn xuôi đặc sắc của "trường phái văn chương Tự Lực"

Tú Mỡ Hồ Trọng Hiếu, gương mặt đại diện cho phong cách thơ trào phúng Tự Lực Văn Đoàn

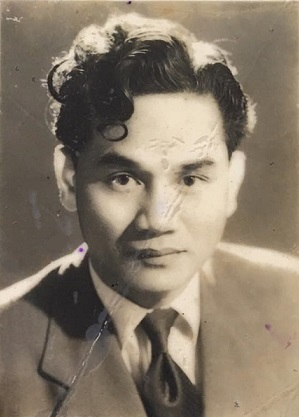
Xuân Diệu, một tên tuổi của phong trào Thơ mới, được nhiều nhà nghiên cứu cho là thành viên chính thức cuối cùng gia nhập văn đoàn (có thể là vào năm 1938), sau khi từ miền Trung ra Hà Nội để học luật từ năm 1937

Nguyễn Gia Trí, gương mặt hội họa nổi danh nhất gắn bó (cộng tác) với văn đoàn từ những ngày đầu mới sáng lập cho tới thời điểm gần như tan rã hẳn ở nửa đầu thập niên 1940

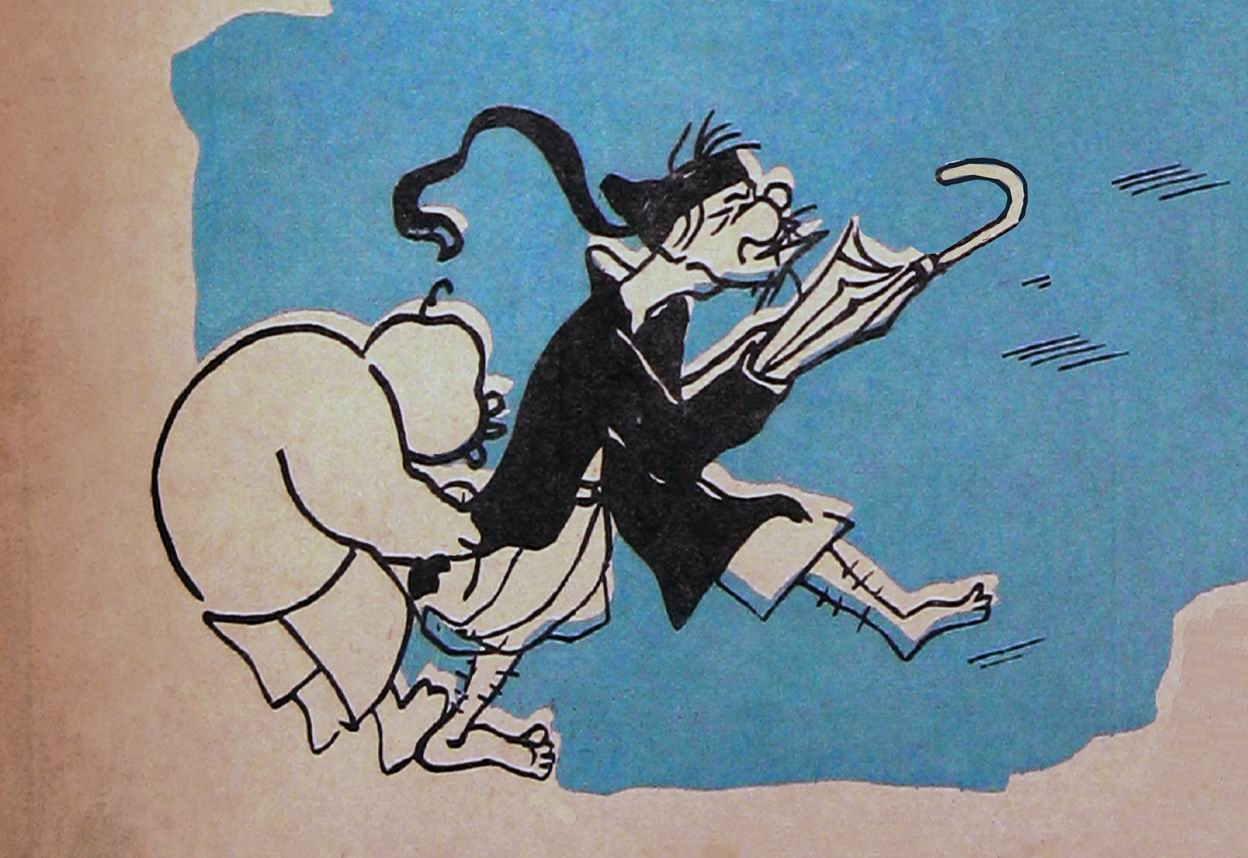
Một bức biếm họa đương thời về cặp đôi Lý Toét và Xã Xệ

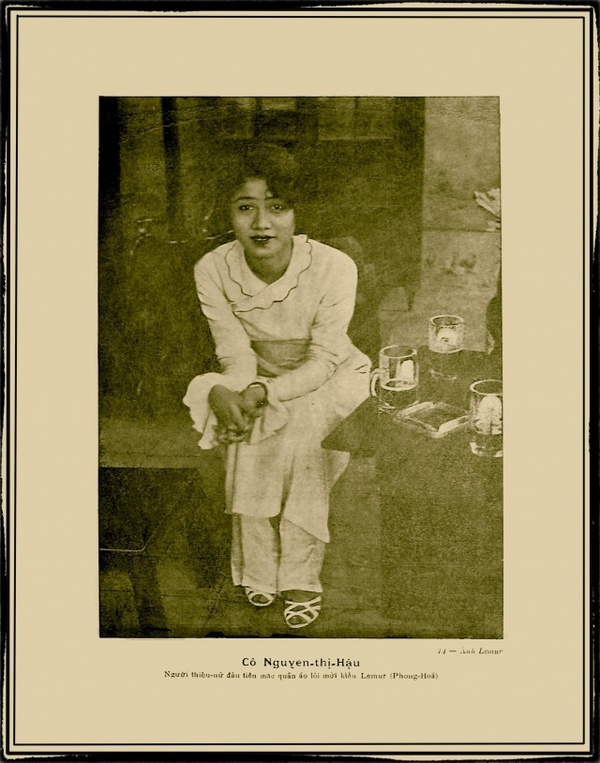
Một trang báo Phong Hóa cổ động y phục tân thời kiểu Lemur của họa sĩ Nguyễn Cát Tường, một trong những nghệ sĩ cộng tác đắc lực của văn đoàn

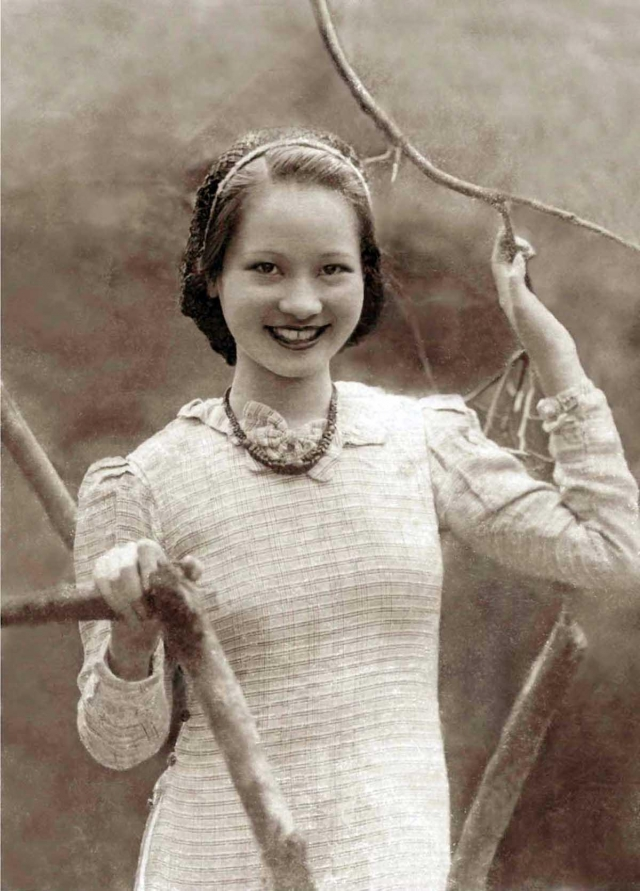
Một trang báo Ngày Nay cổ động y phục cải cách

Cho đến nay, nhiều nhà nghiên cứu (bao gồm Vu Gia, một trong những học giả hàng đầu về văn phái Tự Lực) xem Tự Lực văn đoàn là tổ chức tư nhân làm văn chương và sống bằng văn chương (sáng tác văn học cũng như làm báo chí) một cách thực sự chuyên nghiệp và hiện đại đầu tiên ở Việt Nam. Họ là những người "tự lực" về nhiều mặt, đúng với tên gọi của văn đoàn. Dù thu nhập của họ có thể không cao hơn mấy so với mặt bằng trung bình của xã hội Việt Nam thời đó nhưng họ không cần phải qua con đường khoa cử thời cũ để tiến thân như cha ông họ cách đó chừng một thế hệ (so sánh với trường hợp của Tú Xương), cũng không cần nhờ vào hỗ trợ tài chính của chính quyền bảo hộ Pháp (như trường hợp Phạm Quỳnh) và cũng không đến nỗi phải sống lay lắt với nghiệp văn chương như thế hệ giao thời trước họ không lâu (như trường hợp Tản Đà "khi làm chủ báo, lúc viết mướn, hai chục năm dư cảnh khốn cùng").
So với những nhóm sáng tác thơ văn từng tồn tại trước đó trong lịch sử Việt Nam (chẳng hạn như Tao đàn nhị thập bát tú, Tao đàn Chiêu Anh Các, Tùng Vân thi xã) hay một vài nhóm sáng tác văn học tư nhân đương thời với Tự Lực văn đoàn thì chỉ có nhóm Tự Lực mới hội tụ gần như đầy đủ tất cả những đặc tính cơ bản của một trường phái văn học (đặc biệt là trường phái tiểu thuyết Tự Lực Văn Đoàn) hay một văn phái theo định nghĩa nghiêm ngặt của từ này. Đây là thứ khác biệt rõ ràng giữa Tự Lực văn đoàn với một vài nhóm sáng tác văn học Việt Nam ra đời trước họ và được gọi là văn phái như "Ngô gia văn phái" hay "Hồng Sơn văn phái". Bởi vì so với tất cả các nhóm sinh hoạt văn nghệ đã tồn tại trước họ và hầu hết các nhóm văn bút trong lịch sử Việt Nam tính cho tới cuối thế kỷ 20 thì Tự Lực Văn Đoàn có ý thức tổ chức cao hơn hẳn (có cơ quan báo chí - ngôn luận chính thức và cơ quan xuất bản riêng của văn đoàn), quy chế thành viên tương đối chặt chẽ (số lượng thành viên chính thức suốt lịch sử của văn đoàn luôn chỉ dao động tối đa từ 7 đến 8, phụ thuộc vào quan điểm phân loại của giới nghiên cứu), cương lĩnh hoạt động, tuyên ngôn tư tưởng rõ ràng, một khuynh hướng nghệ thuật định hình cùng phong cách sáng tác tập thể mang đặc trưng cao (đặc biệt trong thể loại tiểu thuyết). Ngay cả 'Thi phái Bình Định' (với những tên tuổi như Hàn Mặc Tử, Quách Tấn, Yến Lan, Chế Lan Viên, Bích Khê) hay nhóm văn nghệ 'Sáng Tạo' (với những thành viên chủ chốt như Trần Thanh Hiệp, Doãn Quốc Sỹ, Nguyễn Sỹ Tế, Mai Thảo, Thanh Tâm Tuyền, Tô Thùy Yên) một thời nổi tiếng tại miền Nam trong giai đoạn cuối thập niên 1950 đầu thập niên 1960 hay một vài nhóm sáng tác thơ văn tư nhân ra đời sau này cũng chưa có nhóm nào cho tới nay từng vươn tới mức độ ảnh hưởng sâu rộng trong lịch sử văn hóa Việt Nam nói chung như Tự Lực Văn Đoàn đã tạo nên trong khoảng chưa đầy một thập kỷ hoạt động ngắn ngủi nhưng sôi nổi, đa dạng của họ (1932–1942). Và một thực tế lịch sử nữa là chưa từng có nhóm sáng tác văn học nào ở Việt Nam từ trước tới nay thu hút giới nghiên cứu phê bình một cách toàn diện như Tự Lực Văn Đoàn. Đối tượng nghiên cứu ở đây không chỉ là sự nghiệp sáng tác của từng thành viên cụ thể trong nhóm mà còn là thành tựu sáng tác, phong cách viết, lịch sử hoạt động của cả văn đoàn nói chung (xem chi tiết ở mục "Tài liệu nghiên cứu, phê bình về Tự Lực văn đoàn" trong phần cuối bài viết).
Một đặc điểm quan trọng không nên bỏ qua khi nghiên cứu về Tự Lực văn đoàn là hầu hết những thành viên trụ cột của nhóm như Khái Hưng Trần Khánh Giư, Nhất Linh Nguyễn Tường Tam, Hoàng Đạo Nguyễn Tường Long, Thạch Lam Nguyễn Tường Lân (nếu không kể thêm Trần Tiêu, em ruột Khái Hưng) đều có gốc gác xứ Đông hay trấn Hải Đông cũ, một tiểu vùng văn hóa cổ mà vành đai trung tâm nằm trong hai tỉnh thành Hải Dương và Hải Phòng ngày nay, ngoài ra cũng bao gồm một phần của Hưng Yên và Quảng Ninh. Yếu tố văn hóa vùng miền (xứ Đông) cùng với các mối quan hệ truyền thống trong trật tự gia đình lẫn xã hội kiểu cũ có ảnh hưởng rất rõ nét đến sáng tác văn chương của Khái Hưng và Nhất Linh, hai cây bút "đàn anh" giữ vai trò định hình cho "trường phái văn chương Tự Lực" suốt thập niên 1930 tới đầu thập niên 1940. Riêng bộ ba Nhất Linh – Hoàng Đạo – Khái Hưng thường được xem là những cây bút trụ cột giúp tạo dựng và khẳng định chỗ đứng cho "trường phái tiểu thuyết Tự Lực Văn Đoàn" trong lịch sử văn học Việt Nam. Những thành tựu của Tự Lực văn đoàn vì thế cũng có thể xem là những đóng góp nổi bật của văn học xứ Đông trong lịch sử văn chương Việt Nam. Trước đó, từng có một thời kỳ — thời kỳ văn hóa Lê-Mạc (1428–1592) — mà xứ Đông đóng vai trò tiên phong dẫn đường đối với việc sáng tạo thơ văn Việt Nam, với những đại diện tiêu biểu như Nguyễn Trãi, Nguyễn Dữ (cũng đôi khi được gọi là Nguyễn Dư hay Nguyễn Tự), Nguyễn Bỉnh Khiêm. Cần nhớ rằng việc sáng tác thơ văn bằng chữ Nôm của người Việt đã có những bước đi chập chững đáng ghi nhận ở thời kỳ Lý-Trần (1009–1400) nhưng chỉ thực sự tạo ra những bước đột phá vững chắc đầu tiên trong thời đại Lê-Mạc với 2 tập thơ Nôm của các tác gia gốc xứ Đông là Quốc âm thi tập của Nguyễn Trãi và Bạch Vân quốc ngữ thi tập của Nguyễn Bỉnh Khiêm. Đây thực sự là những thành tựu có ý nghĩa rất trọng đại với nền văn học dân tộc bởi vì như nhà nghiên cứu văn hóa Vũ Khiêu (1985) đã nhận xét rằng "suốt bao nhiêu thế kỷ học chữ Hán và làm thơ bằng chữ Hán, các nhà trí thức Việt Nam trước những khó khăn về ngôn từ và thể loại đã lẩn tránh việc cố gắng làm thơ bằng tiếng mẹ đẻ." Bởi vậy nếu so sánh không quá khập khiễng, với tư cách là các tác gia xứ Đông ưu tú trong lịch sử sáng tác thơ văn của người Việt Nam, vai trò của những thành viên trụ cột của Tự Lực văn đoàn (điển hình là Khái Hưng, Nhất Linh, Hoàng Đạo, Thạch Lam) trong việc định hình một nền văn xuôi tiếng Việt giàu tính nghệ thuật (đặc biệt là về truyện ngắn và tiểu thuyết) sử dụng chữ Quốc ngữ ở thời kỳ hiện đại là không ít quan trọng hơn bao nhiêu so với vai trò tiên phong xét trên tổng thể của Nguyễn Trãi và Nguyễn Bỉnh Khiêm trong việc tạo dựng diện mạo cho một nền thơ ca tiếng Việt sử dụng chữ Nôm ở thời kỳ trung đại.
Trong khoảng 10 năm tồn tại, thông qua nhiều hình thức sinh hoạt văn hóa mà Tự Lực văn đoàn đã thổi một luồng gió khai phóng vào xã hội Bắc Trung Kỳ, ít nhiều thoát khỏi sự ràng buộc của những lề thói đã không còn thích ứng được với nhu cầu thời đại và tìm ra hướng tiếp cận xu thế hoàn cầu. Cho đến những thập kỷ đầu tiên của thế kỷ 21 đã có không ít nghiên cứu hệ thống, phê bình chuyên sâu, nhận định thẳng thắn của cả những nhà nghiên cứu trong nước và hải ngoại về vai trò lịch sử của Tự Lực văn đoàn.
Ở đây có thể dẫn ra tổng kết ngắn gọn của học giả danh tiếng Hoàng Xuân Hãn (đăng trên Tạp chí Sông Hương, số 37, 1989) rằng trong lịch sử văn học Việt Nam thì "nhóm Tự Lực không phải là nhóm duy nhất nhưng là nhóm quan trọng nhất và là nhóm cải cách đầu tiên của nền văn học hiện đại." Nhà phê bình văn học Nguyễn Hưng Quốc (2013) nhận định về vai trò của nhóm không chỉ trong lịch sử văn học mà còn trong lịch sử văn hóa của Việt Nam nói chung: "Trong lịch sử Việt Nam, giới cầm bút ít có thói quen sinh hoạt theo nhóm... Nhìn lại văn học trung đại, từ cuối thế kỷ 19 trở về trước, chúng ta chỉ biết tên được một số tổ chức được gọi là tao đàn hay văn thi xã, như Tao đàn nhị thập bát tú của vua Lê Thánh Tông ở cuối thế kỷ 15, Chiêu Anh Các của Mặc Thiên Tích ở thế kỷ 18, Tùng Vân thi xã của Tùng Thiện Vương ở thế kỷ 19. Chỉ có hai nhóm đầu là có quy mô lớn và hoạt động tương đối tích cực... Nhưng về tầm vóc, cả hai, so với Tự Lực Văn Đoàn, hoàn toàn không đáng kể. Có thể nói, không có nhóm văn học nào, của tư nhân, từ xưa cũng như đến tận ngày nay, có tổ chức chặt chẽ, hoạt động đa dạng và sôi nổi như nhóm Tự Lực Văn Đoàn cả. Về phương diện tổ chức, họ có hội viên, có quy định về việc kết nạp hội viên, và đặc biệt, có cả cương lĩnh hoạt động rõ ràng. Về hoạt động, họ bao trùm rất nhiều lãnh vực: văn học, xã hội (phong trào Ánh Sáng) và về sau, từ năm 1939, cả chính trị nữa. Riêng trong lãnh vực văn học, họ không phải chỉ biết sáng tác mà còn ra báo (Phong Hóa và Ngày Nay), lập nhà xuất bản (Đời Nay), mở nhà in, và tổ chức các giải thưởng văn học. Trừ lãnh vực chính trị, trong mọi lãnh vực họ hoạt động, họ đều thành công rực rỡ. Trương Chính nhận định: "trong vòng tám năm, từ 1932 đến 1940, Tự Lực Văn Đoàn chiếm ưu thế tuyệt đối trên văn đàn công khai; sách báo họ in đẹp nhất, bán chạy nhất." Chỉ với bảy người và chỉ trong khoảng một thời gian ngắn ngủi, họ làm được nhiều việc hơn bất cứ một nhóm văn học tư nhân nào khác trong cả lịch sử văn học Việt Nam từ trước đến nay... Đó không phải là nhóm lớn nhất hay quan trọng nhất trong "nền văn học hiện đại" hay trong giai đoạn 1930-1945 mà là trong suốt cả lịch sử kéo dài hơn một ngàn năm của văn học Việt Nam nói chung." Tuy nhiên đó cũng là "một nhóm văn học chịu nhiều oan khuất nhất trong nửa sau thế kỷ 20 như là hậu quả của những tranh chấp về chính trị và ý thức hệ tại Việt Nam trong suốt cả hai cuộc chiến tranh kéo dài từ 1945 đến 1975 cũng như cả giai đoạn gọi là "bao cấp" sau đó nữa... Với cả nhóm, cách đánh giá của giới nghiên cứu Việt Nam phần lớn vẫn còn khá rụt rè."

## Lịch sử
Trong khoảng thời gian sống tại Pháp, ngoài việc học khoa học, Nguyễn Tường Tam còn chuyên tâm nghiên cứu về nghề báo, và ông nhận thấy loại báo trào phúng là khá thích hợp với sở thích của nhiều người. Năm 1930, ông đỗ bằng Cử nhân khoa học, và trở về Hà Nội để thực hiện ước vọng của mình. Nguyễn Tường Tam nộp đơn xin Sở Báo chí cho phép ra báo Tiếng cười, và chuẩn bị bài vở cho số báo đầu tiên. Tuy nhiên, lần nào hỏi thăm đều nghe người của sở ấy bảo rằng "chờ xét". Trong thời gian đợi giấy phép ra báo, Nguyễn Tường Tam xin dạy học tại trường tư thục Thăng Long. Tại đây, ông quen biết với hai đồng nghiệp là Trần Khánh Giư (Khái Hưng) và Phạm Hữu Ninh.
Khi biết ông Ninh cùng Nguyễn Xuân Mai đang làm chủ tờ tuần báo Phong Hóa, đã ra 13 số báo, nhưng sắp sửa phải đình bản vì không có gì mới mẻ để bạn đọc chú ý. Chớp thời cơ, Nguyễn Tường Tam ngỏ ý mua lại. Sau đó, ông Tam, với vai trò giám đốc (Directeur) tờ báo, liền cùng với một nhóm anh em bạn hữu gồm có: Khái Hưng (Trần Khánh Giư, vốn là cây bút cốt cán giữ nhiều mục quan trọng trên báo Phong Hóa suốt từ số 1 cho đến số 14), Tú Mỡ (Hồ Trọng Hiếu), Hoàng Đạo (Nguyễn Tường Long), Thạch Lam (Nguyễn Tường Lân), tạo thành một ban biên tập hoàn toàn mới.
Bắt đầu ngày 22 tháng 9 năm 1932, báo Phong Hóa số 14 ra 8 trang khổ lớn, và được đánh giá là "một quả bom nổ giữa làng báo".
Sau khi tờ báo "bán chạy như tôm tươi ngay từ những số đầu", Nguyễn Tường Tam cùng với các cộng sự quyết định thành lập một bút nhóm lấy tên là Tự Lực văn đoàn. Một thành viên của bút nhóm là Tú Mỡ kể lại (lược trích):
...Tất cả những gì dự định cho báo "Tiếng cười", anh Tam dồn cả cho báo "Phong Hóa mới"...Báo làm ăn phát đạt, và mặc dù anh em làm việc quên mình, không vụ lợi, nhưng anh Tam vẫn phải chạy tiền khá chật vật để mỗi tuần kịp trả đủ cho nhà in và tiền mua giấy... Cuối năm đó (1932), tính sổ mới ngã ngửa ra: lời lãi chia theo số vốn, phần lớn chui vào két của nhà tư sản... Anh Tam bèn họp bàn với anh em, và đồng ý với nhau rằng: Không thể chơi với nhà tư sản được. Quyết định thành lập "Tự lực văn đoàn" trên nguyên tắc làm ăn dựa vào sức mình, theo tinh thần anh em một nhà; tổ chức không quá 10 người nên không phải xin phép Nhà nước; không cần có văn bản điều lệ: lấy lòng tin nhau làm cốt, chỉ nêu ra trong nội bộ mục đích tôn chỉ, anh em tự giác tuân theo...
Về sau, khi điều kiện đã tốt hơn để mở rộng tầm hoạt động, bút nhóm ấy mới chính thức tuyên bố thành lập, với một tôn chỉ gồm 10 điều trên tuần báo Phong Hóa số 87 ra ngày thứ sáu, 2 tháng 3 năm 1934.
Theo GS. Nguyễn Văn Xuân, mặc dù Tự Lực văn đoàn "ra đời trong thời kỳ khó khăn mọi mặt: nghèo tiền, không thế lực, tinh thần quốc gia dao động, thực dân Pháp chèn ép đủ mặt; vậy mà các thành viên vẫn hợp tác được để dẫn dắt nhau ngang nhiên tiến bộ"...
Diễn biến của Tự lực văn đoàn có thể chia thành hai giai đoạn:

### 1934 - 1936
Mặc dù Tự Lực văn đoàn chính thức tuyên bố thành lập vào tháng 3 năm 1934, song nó đã hình thành từ cuối năm 1932. Với cơ quan ngôn luận là báo Phong Hóa, họ làm một cuộc cải cách xã hội bằng tiếng cười trào phúng. Họ đem những thói hư tật xấu và những hành vi đáng cười của những nhân vật "tai to mặt lớn" trong nhiều giới ra chế giễu. Nhân vật Lý Toét, Xã Xệ và Bang Bạnh như là ba kiểu người điển hình của mọi thứ tệ lậu này. Bên cạnh đó, các khuynh hướng sáng tác (như khuynh hướng lãng mạn, khuynh hướng hiện thực,...) đều đã có mặt, nhưng khuynh hướng luận đề chống phong kiến là nổi trội hơn cả. Theo GS. Dương Quảng Hàm, tác phẩm tiêu biểu nhất của khuynh hướng này là cuốn Đoạn tuyệt (1934) và Lạnh lùng (1936).
Làm báo Phong Hóa được khoảng 2 năm, Nguyễn Tường Tam bèn xin phép ra thêm tờ tuần báo Ngày Nay (số đầu tiên ra ngày 30 tháng 1 năm 1935) nhưng để Nguyễn Tường Cẩm (là một công chức, anh của ông Tam) đứng tên. Ban đầu, báo không có mục trào phúng, nhưng có mục "phóng sự điều tra với nhiều hình ảnh có tính cách mỹ thuật". Đây là sự mới lạ đối với độc giả lúc bấy giờ, nên rất được hoan nghênh. Nhưng vì ấn loát tốn kém quá, lại phải chia sức ra, nên báo Ngày Nay chỉ ra được 13 số thì phải đình bản.
Sau khi báo Phong Hóa bị đóng cửa (số cuối 190 ra ngày 5 tháng 6 năm 1936), báo Ngày Nay lại ra thay. Tục bản, báo chỉ có hai phần chính là "tiểu thuyết" và "trông tìm", không có phần "trào phúng", vì nó là nguyên nhân khiến tờ Phong Hóa bị rút giấy phép. Tuy nhiên, đến cuối năm ấy (1936), vì thời cuộc thay đổi (nổ ra phong trào lập kiến nghị để chờ đón Ủy ban điều tra của Chính phủ bình dân Pháp phái sang), khiến Tự Lực văn đoàn lại cho mở mục trào phúng nhưng giảm bớt so với trước, gọi là "cười nửa miệng" thôi.

### 1936 - 1942

Hiệu kỳ Đoàn Ánh Sáng (1937 - 1945).

Bước sang những năm 1937- 1939, tờ Ngày Nay lại trở thành một cơ quan chính trị hẳn hoi, với những bài xã luận đanh thép của Hoàng Đạo, đề cập đến những vấn đề cấp thiết của thời đại. Ngoài ra, đây cũng là nơi Tự Lực văn đoàn cổ động cho phong trào Ánh Sáng (mục đích cải tạo nếp sống ở nông thôn) của họ... Văn đoàn ở giai đoạn này, cũng đã mở rộng cửa ra hơn, để đón nhận thêm nhiều văn nghệ sĩ có tài khác như: Vi Huyền Đắc, Đoàn Phú Tứ, Thanh Tịnh, Xuân Diệu, Huy Cận,... 
Sau số 224 (ra ngày 07 tháng 9 năm 1940), báo Ngày Nay bị nhà cầm quyền đóng cửa (chưa biết lý do).
Hầu hết những khuynh hướng văn học đã có đều được văn đoàn tiếp tục ở giai đoạn này, tuy nhiên tiếng cười hài hước không còn tràn lan như trước. Có phần nổi đậm là khuynh hướng nghiêng về những người nghèo khổ. Ngoài ra cũng có một khuynh hướng mới, bắt đầu hé lộ những miền khuất tối, không thể nhận biết của cái "tôi", kể cả trên quá trình phân thân, tự hủy (như trong Bướm trắng, 1939; Băn khoăn, 1942). Không những thế, như trên đã nói, từ lĩnh vực văn chương, văn đoàn còn chuyển sang hoạt động xã hội. Sau nhiều năm tháng chuẩn bị, ngày 16 tháng 8 năm 1937, Hội Ánh sáng của Tự Lực văn đoàn ra đời. Đây là một hình thức tổ chức "cải cách xã hội một cách êm thấm trong phạm vi luật pháp" (lời Hoàng Đạo), nhằm tập họp đông đảo những người có từ tâm trong nước, cùng nhau góp một phần công của để triệt phá dần những nhà ổ chuột, xây dựng những ngôi nhà kiểu mới hợp vệ sinh giá rẻ cho dân nghèo, đồng thời tiến hành các hoạt động cứu tế xã hội,...
Từ khoảng năm 1937, không khí của Chiến tranh thế giới thứ hai tác động mạnh đến đời sống xã hội Việt Nam. Năm 1940, khi Nhật vào Đông Dương, Nguyễn Tường Tam và một số thành viên trong nhóm chuyển sang hoạt động chính trị.
Cuối năm 1940, Khái Hưng, Hoàng Đạo, Nguyễn Gia Trí...bị thực dân Pháp bắt giam rồi đày lên Sơn La. Năm 1942, Nguyễn Tường Tam trốn sang Trung Quốc, Thạch Lam mất vì bệnh lao phổi tại Hà Nội. Theo một số nhà nghiên cứu văn học sử thì Tự Lực văn đoàn đã cơ bản tan rã từ khi ấy (tự giải tán vì "sẩy đàn tan nghé", nhưng không tuyên bố).
Tóm lại, theo GS. Phạm Thế Ngũ, thì:
Sự đàn áp thẳng tay của nhà cầm quyền Pháp nhiều năm (nhất là sau cuộc khởi nghĩa Yên Bái năm 1930) đã gây một không khí hoang mang kinh sợ, hay buồn bã hoài nghi khắp nơi. Họ muốn trấn an, muốn lấy lại lòng tin nên cho mở hội chợ ở Sài Gòn, ở Hà Nội...để người ta vui, người ta quên...Trong không khí ấy, nhóm Tự Lực văn đoàn tung ra cái tôn chỉ "cười", và chủ nghĩa "lãng mạn lý tưởng xinh tươi" sau đó thật là hợp thời...
Đến năm 1936 và những năm tiếp theo, thì cuộc diện đã khác. Ở Pháp, đảng Xã hội lên cầm quyền, mở đầu cho những hoạt động chính trị diễn ra công khai ở Đông Dương. Theo đó, nhóm văn đoàn ấy cũng xoay qua hoạt động chính trị, xã hội... Cây bút Hoàng Đạo thì tố cáo những thối nát của chính quyền, những lầm than của dân chúng dưới chế độ thực dân phong kiến. Nguyễn Tường Tam thì chủ xướng chiến dịch Ánh Sáng, chống nhà ổ chuột, cổ động cho phong trào truyền bá quốc ngữ,... Đối với nhóm Tự Lực văn đoàn, thì những gì "xinh tươi ngày trước" đã phai nhiều...

## Chủ trương
Trong tuần báo Phong Hóa số 87 ra ngày 2 tháng 3 năm 1934, có in lời tuyên ngôn và tôn chỉ (10 điều) của Tự Lực văn đoàn như sau:

### Tuyên ngôn
Tự lực văn đoàn họp những người đồng chí trong văn giới; người trong đoàn đối với nhau cốt có liên lạc về tinh thần, cùng nhau theo đuổi một tôn chỉ, hết sức giúp nhau để đạt được mục đích chung, hết sức che chở nhau trong những công cuộc có tính cách văn chương.
Người trong Văn đoàn có quyền để dưới tên mình chữ Tự Lực văn đoàn và bao nhiêu tác phẩm của mình đều được Văn đoàn nhận và đặt dấu hiệu.
Những sách của người ngoài, hoặc đã xuất bản, hoặc còn bản thảo, gửi đến Văn đoàn xét, nếu hai phần ba người trong Văn đoàn có mặt ở Hội đồng xét là có giá trị và hợp với tôn chỉ thì sẽ nhận đặt dấu hiệu của Đoàn và sẽ tùy sứ cổ động giúp. Tự Lực văn đoàn không phải là một hội buôn xuất bản sách.
Sau này nếu có thể được, Văn đoàn sẽ đặt giải thưởng gọi là giải thưởng Tự Lực văn đoàn để thưởng những tác phẩm có giá trị và hợp với tôn chỉ của Đoàn.

### Tôn chỉ
1. Tự sức mình làm ra những sách có giá trị về văn chương chứ không phiên dịch sách nước ngoài nếu những sách này chỉ có tính cách văn chương thôi: mục đích là để làm giàu thêm văn sản trong nước.
2. Soạn hay dịch những cuốn sách có tư tưởng xã hội. Chú ý làm cho người và xã hội ngày một hay hơn.
3. Theo chủ nghĩa bình dân, soạn những sách có tính cách bình dân và cổ động cho người khác yêu chủ nghĩa bình dân.
4. Dùng một lối văn giản dị, dễ hiểu, ít chữ nho, một lối văn thật có tính cách An Nam.
5. Lúc nào cũng mới, trẻ, yêu đời, có chí phấn đấu và tin ở sự tiến bộ.
6. Ca tụng những nết hay vẻ đẹp của nước mà có tính cách bình dân, khiến cho người khác đem lòng yêu nước một cách bình dân. Không có tính cách trưởng giả quý phái.
7. Trọng tự do cá nhân.
8. Làm cho người ta biết rằng đạo Khổng không hợp thời nữa.
9. Đem phương pháp khoa học thái tây ứng dụng vào văn chương Việt Nam.
10. Theo một trong 9 điều này cũng được miễn là đừng trái ngược với những điều khác.
Theo GS. Nguyễn Huệ Chi, qua 10 điều ấy, có thể thấy văn đoàn đã đề ra 4 chủ trương lớn, đó là:
- Về văn học: Nhắm tới 3 mục tiêu lớn:

-1. Dấy lên một phong trào sáng tác làm cho văn học Việt Nam vốn đang nghèo nàn có cơ hưng thịnh.
-2. Xây dựng một nền văn chương tiếng Việt đại chúng.
-3. Tiếp thu phương pháp sáng tác của châu Âu hiện đại để hiện đại hóa văn học dân tộc.
- Về xã hội: Đề cao chủ nghĩa bình dân và bồi đắp lòng yêu nước trên cơ sở lấy tầng lớp bình dân làm nền tảng.
- Về tư tưởng: Vạch trần tính chất lỗi thời của những tàn dư Nho giáo đang ngự trị trong xã hội.
- Về con người: Lấy việc giải phóng cá nhân làm trung tâm điểm của mọi sáng tác.

### Cơ cấu
Cơ quan ngôn luận của Tự Lực văn đoàn là tuần báo Phong Hóa (kể từ số 14 ra ngày 22 tháng 9 năm 1932, số cuối 190 ra ngày 5 tháng 6 năm 1936), và từ năm 1935 thêm tuần báo Ngày nay (số đầu tiên ra ngày 30 tháng 1 năm 1935, số cuối 224 ra ngày 7 tháng 9 năm 1940). Ngoài ra, văn đoàn còn có nhà xuất bản Đời Nay để tự xuất bản sách của mình.
Trụ sở chính của văn đoàn đặt ở nhà số 80 phố Quán Thánh, Hà Nội. Đây vừa là tòa soạn báo Phong Hóa, Ngày Nay; vừa là trụ sở nhà xuất bản Đời Nay.
Ban đầu, bút nhóm chỉ có 6 thành viên, gồm:
– Nguyễn Tường Tam (Nhất Linh), là Trưởng văn đoàn và cũng là Giám đốc báo Phong Hóa.
– Khái Hưng
– Hoàng Đạo
– Thế Lữ
– Thạch Lam
– Tú Mỡ
Về sau, kết nạp thêm Xuân Diệu.
Bên cạnh đó còn có những cộng sự viên khác (không ở trong tòa soạn báo Phong Hóa và Tự Lực văn đoàn), gồm:
- Các nhà văn, nhà thơ: Huy Cận, Trọng Lang, Đoàn Phú Tứ, Đỗ Đức Thu, Trần Tiêu, Thanh Tịnh, Phạm Cao Củng, Nguyễn Khắc Hiếu, Tô Hoài, Nguyên Hồng, Đinh Hùng, Nguyễn Công Hoan, Vi Huyền Đắc, Nguyễn Tường Bách (1916–2013),...
- Các họa sĩ: Nguyễn Gia Trí, Tô Ngọc Vân, Nguyễn Cát Tường, Lê Minh Đức (tạo ra nhân vật Xã Xệ),...[63]

Một số văn nghệ sĩ kể trên, về sau đều thành danh, ít nhiều là nhờ người đứng đầu văn đoàn là Nguyễn Tường Tam. Theo GS. Nguyễn Huệ Chi, thì người đứng đầu ấy vốn là người có tài, có tâm và có tầm nhìn, biết đoàn kết cả nhóm trong một ý hướng chung, lại biết khơi gợi đúng thiên hướng của từng người mỗi tác giả trở thành một cây bút chuyên biệt nổi danh về một thể loại. Như Khái Hưng được ông khuyến khích chuyển từ lối viết luận thuyết trên các báo Văn học tạp chí, Duy tân (dưới bút danh Bán Than) sang viết tiểu thuyết; Tú Mỡ được ông gợi ý chuyên làm thơ trào phúng; Trọng Lang được ông cổ vũ đi hẳn vào phóng sự; còn Thế Lữ dưới con mắt Nguyễn Tường Tam phải là người mở đầu cho "thơ mới",...

## Thành tựu

### Ấn phẩm
Khá nhiều tác phẩm của văn đoàn đã gây được tiếng vang, ở đây chỉ nêu ra một số như:
- Hồn bướm mơ tiên xuất bản ngày 27 tháng 5 năm 1933. Đây là cuốn tiểu thuyết đầu tay của Khái Hưng và cũng là cuốn tiểu thuyết đầu tiên của văn đoàn.[65]
- Nửa chừng xuân (tiểu thuyết, 1934) của Khái Hưng.
- Thừa tự (tiểu thuyết, 1938) của Khái Hưng.
- Đoạn tuyệt (tiểu thuyết, 1934), Lạnh lùng (tiểu thuyết, 1936), Đôi bạn (tiểu thuyết, 1937). Cả ba quyển đều của Nhất Linh.
- Con đường sáng (tiểu thuyết, 1940) của Hoàng Đạo.
- Mấy vần thơ (tập thơ, 1935) của Thế Lữ.
- Gió đầu mùa (tập truyện ngắn, 1937) của Thạch Lam.
- Dòng nước ngược (thơ trào phúng, 1943) của Tú Mỡ.
- Thơ thơ (tập thơ, 1938) của Xuân Diệu,...

### Giải thưởng
Không chỉ sáng tác văn học, Tự Lực văn đoàn còn trao các giải thưởng cho các nhà văn không thuộc nhóm. Giải thưởng đã được xét trao cả thảy ba lần: 1935, 1937 và 1939. Đây là một giải thưởng uy tín, một bảo chứng danh giá cho sự nghiệp văn chương của những người đoạt giải: Ðỗ Ðức Thu, Phan Văn Dật, Vi Huyền Đắc, Nguyên Hồng, Anh Thơ, Tế Hanh... Thoạt nhìn đã có thể thấy, đây là một giải thưởng có tính phát hiện cao. Hầu hết các tác phẩm được giải là tác phẩm đầu tay, và nhiều tác phẩm trong số đó lúc ra mắt qua giải thưởng Tự lực văn đoàn, như Bỉ vỏ của Nguyên Hồng, Bức tranh quê của Anh Thơ... đã thành "hiện tượng" trong đời sống văn học. Và thật thú vị, những nhà văn chủ trì Tự lực văn đoàn, vốn được coi thuộc khuynh hướng lãng mạn, lại chọn biểu dương những cây bút gần như ngược hẳn với mình, đậm chất hiện thực xã hội, nhiều khi đến gay gắt. Có thể điều này rất quan trọng: giải thưởng do đó khêu gợi và quy tụ cả một dàn đồng ca rộn rã phong phú đa dạng như chưa từng có những tài năng mới, trẻ, góp phần tạo nên "cả một thời đại mới trong văn học" như cách nói của Hoài Thanh.

## Dấu ấn
Dưới đây là một vài nhận xét khái quát, mang tính tham khảo, của:
- Hoàng Xuân Hãn:

Nhóm Tự Lực văn đoàn không phải là nhóm duy nhất, nhưng là nhóm quan trọng nhất và là nhóm cải cách đầu tiên của nền văn học hiện đại.
- Dương Quảng Hàm:

Công việc của Tự Lực văn đoàn đã có ảnh hưởng về đường xã hội và đường văn học:
- Về đường xã hội, cái biệt tài trào phúng của phái ấy, cả trong thơ văn và trong các bức hí họa, đã làm rõ cái dở, cái rởm, cái buồn cười, cái giả dối trong các hủ tục, thiên kiến của ta. Tuy nhiên, phái ấy không khỏi có những điều thiên lệch. Có những tục không đáng công kích mà cũng công kích...
- Về đường văn học, phái ấy đã gây nên cái phong trào "thơ mới" và làm cho thể văn tiểu thuyết được đắc thắng. Phái ấy lại có công trong việc làm cho văn quốc ngữ trở nên sáng sủa, bình giản, khiến cho nhiều người thích đọc...
- Phạm Thế Ngũ (Việt Nam văn học sử giản ước tân biên):

...Nói đến Tự lực văn đoàn, người ta không thể không trước hết nói đến Nguyễn Tường Tam người đã hầu như một mình sáng lập ra nó.
...Đọc Nhất Linh dường như lúc nào ta cũng thấy ông chỉ phản ánh tâm hồn mình, kể lể những băn khoăn của mình, theo đuổi một giấc mộng của mình. Khái Hưng khác thế, là một cây viết đi nhặt nhạnh truyền người, một thứ gương pha lê hướng ra cuộc đời lắm vẻ và dung nạp một cách trung thực và khoan hóa những tâm tư và hình thái của cả một xã hội chung quanh ông.
- Dương Nghiễm Mậu:

...Trong thời đại của họ, họ đã gây được một ảnh hưởng lớn trong đời sống, đặc biệt là với thanh niên. Với tiểu thuyết, Tự lực văn đoàn đã tạo thành một mẫu người thanh niên mới cho thời đại của họ, nói rõ hơn đó là lớp thanh niên trí thức do nền giáo dục Tây phương tạo thành.
...Nhìn lại văn chương tiền chiến, cho đến nay những nhà phê bình văn học đều nói đến một chỗ đứng rất lớn lao của Tự lực văn đoàn, họ đã làm thành một biến cố, ghi dấu một thời đại, văn chương Tự lực văn đoàn thực đã là một giai đoạn có thật trong văn học sử.
- Nguyễn Huệ Chi (Từ điển văn học):[70]

Trong lĩnh vực văn học, đóng góp của Tự lực văn đoàn có vai trò đáng kể. Chủ nghĩa lãng mạn trong văn học Việt Nam hiện đại thực sự hình thành và ghi được những thành tựu cơ bản nhất thông qua hoạt động của văn đoàn này. Phải bắt đầu từ đây, thơ và tiểu thuyết mới đi vào thế giới bên trong nhân vật, giúp người đọc khám phá trực diện vẻ đẹp của cái "tôi" và tạo ra cách đọc "phản tỉnh", tức là nhìn sâu vào cõi lòng mình.
Về hình thức, tiểu thuyết của văn đoàn đã vượt ra khỏi phạm trù văn học "giao thời" (30 năm đầu thế kỷ 20), có cấu trúc mới mẻ, trong đó quy luật tâm lý thay cho lối trần thuật một giọng của người kể chuyện. Câu văn trong văn xuôi đã trở nên trong sáng, chuẩn mực, giàu khả năng biểu cảm tuy có lúc còn đơn điệu. Cùng với việc đào sâu tâm lý nhân vật, thiên nhiên cũng trở thành một đối tượng thẩm mỹ...
- Nguyễn Huệ Chi (Thử định vị Tự lực văn đoàn, 2009):

Tự lực văn đoàn là tổ chức văn học đầu tiên của nước ta mang đầy đủ tính chất một hội đoàn sáng tác theo nghĩa hiện đại. Hội đoàn ấy bắt đầu bằng một tờ báo, đấy là tờ Phong Hóa bộ mới mà số đầu tiên phát hành vào ngày 8 tháng Chín năm 1932 - tức số 13 - đã lập tức biến một tờ báo vốn đang ế ẩm thành một hiện tượng đột xuất trong làng báo Hà Nội lúc ấy. Theo Nguyễn Vỹ, ngay số đầu tiên, tờ báo đã "bán chạy như tôm tươi" (Văn thi sĩ tiền chiến) báo hiệu một cái gì thật mới mẻ đang xuất hiện trên đất Hà thành.
...Cái hội đoàn do Nguyễn Tường Tam thành lập rõ ràng đã hiện ra trong tư cách một trường phái văn học hoàn chỉnh, khu biệt với mọi kiểu tổ chức văn học xuất hiện trước mình. Trở về trước, các thi xã truyền thống trong lịch sử thường phải dựa vào thế lực của một tầng lớp bên trên như vua quan, hay lãnh chúa một vùng, chẳng hạn Hội Tao đàn của Lê Thánh Tông, Chiêu Anh các của Mạc Thiên Tích. Hoặc là tập hợp của một đám thượng lưu quý tộc, chẳng hạn Mặc Vân thi xã của anh em Miên Thẩm. Các loại thi xã đó đều lấy việc ngâm vịnh văn chương để chơi làm mục đích, nên rất ít mở rộng ảnh hưởng ra ngoài thi xã. Tính khép kín là đặc điểm hiển nhiên của chúng. Tự lực văn đoàn trái lại, là sự tập hợp những con người không có quan tước, cũng không có thế lực nào bảo trợ. Họ gồm 7 người là Nhất Linh, Khái Hưng, Hoàng Đạo, Thạch Lam, Tú Mỡ, Thế Lữ, Xuân Diệu (không có Trần Tiêu). Đứng về mặt xã hội phải nói họ đều là "chân trắng". Nhưng họ lại tập hợp nhau lại vì một lý tưởng muốn cống hiến cho văn học, thông qua văn học mà đóng góp cho xã hội, và cùng chung sức nhau xã hội hóa hoạt động sáng tác của họ, trong sự vận hành của cơ chế thị trường văn học nghệ thuật đang dấy lên từ Nam ra Bắc thuở bấy giờ. Nghĩa là họ chấp nhận sự cạnh tranh để sống còn bằng nghề văn của mình. Họ không chỉ biết đến tiểu thuyết, thơ ca mà còn ràng buộc với nhau trong việc sống nhờ vào hai tờ báo và một nhà xuất bản. Họ không hy sinh mục đích văn chương cao quý cho việc kiếm kế sinh nhai bằng mọi giá, nhưng việc kiếm kế sinh nhai lại chính là điều kiện để họ giữ vững thiên chức văn học như một "mục đích tự thân", điều mà có lẽ, từ 1945 đến nay, chưa một văn đoàn nào trên đất Việt làm nổi và có ý thức, có gan làm (còn nhớ cách đây vài năm, khi có ý kiến đề xuất chuyển các hội sáng tác văn học nghệ thuật trở về đời sống dân sự đúng nghĩa, bỏ hẳn cơ chế "xin cho", thì chính các vị lãnh đạo ở các hội ấy đã đồng loạt lên tiếng khẩn thiết đòi bảo vệ quyền thiêng liêng của mình là... vẫn được sống dựa vào Nhà nước). Cũng khác với các ông Nguyễn Văn Vĩnh, Phạm Quỳnh, để có thể tổ chức được một nhóm cầm bút với mục đích truyền bá cái mới của Âu Tây cũng như bước đầu xây dựng nền văn chương quốc ngữ, đều không tránh khỏi phải núp bóng Nhà nước Bảo hộ, Tự lực văn đoàn là một đoàn thể văn học hoàn toàn mang tính chất tư nhân, không ve vãn, nhân nhượng bộ máy đương quyền và không hề phát ngôn cho quyền lực dù lâm vào tình huống o ép khó xử nhất. Như vậy, có thể nói, Tự lực văn đoàn là tổ chức văn học chưa có tiền lệ trong văn học Việt Nam. Những mặt ưu trội kể trên đưa lại cho nó một sức hấp dẫn đặc biệt, không tiền và nếu tính đến nay thì cũng là khoáng hậu, đẩy nó lên địa vị gần như tuyệt đối trên văn đàn trong vòng 8 năm nó tồn tại trên thực tế. Sự ra đời của nó có tác dụng kích thích phong trào sáng tác văn học của cả nước như là một tất yếu, một nhu cầu nội tại, với tư cách một sự tìm kiếm và tự thực hiện của khát vọng tự do. Đó là phương diện chủ chốt vạch rõ sự khác biệt bản chất giữa nó với các hội đoàn văn học từ 1945 về sau mà ta không thể mượn tiêu chí này kia làm những cột mốc so sánh.
- Vu Gia, một học giả hàng đầu tại Việt Nam về các thành viên trong Tự Lực văn đoàn (2011):[71]

...Nếu soạn một bộ lịch sử văn học thiếu nhi cho nước nhà, tôi nghĩ vị trí của Khái Hưng không nhỏ. Với tôi, Khái Hưng cũng như một số thành viên Tự Lực văn đoàn là những người có công khai phá "mảnh đất" này, và để lại ấn tượng tốt đẹp trong lòng bạn đọc nhỏ tuổi nhiều thế hệ, ít ra là thế hệ chúng tôi ở miền Nam trước ngày giải phóng.
...Bây giờ, người đọc vẫn còn nhắc "văn chương Tự Lực văn đoàn", "tiểu thuyết Tự Lực văn đoàn"; trên các quầy sách suốt chiều dài đất nước không thiếu những tác phẩm văn chương của Tự Lực văn đoàn. Do đó, nếu không có chút giá trị nào thì văn chương Tự Lực văn đoàn không thể tồn tại lâu như thế. Còn các nhà văn VN hiện nay chia sẻ như thế nào, tôi xin mượn lời phát biểu của nhà văn Nguyên Ngọc trong một bài viết về tiểu thuyết Tự Lực văn đoàn: "Phải đến Tự Lực văn đoàn tiểu thuyết mới thật sự có hình thức hiện đại của nó. Và từ đấy cho đến nay, tiểu thuyết đã phát triển qua nửa thế kỷ với nhiều đổi thay nhưng về cơ bản chưa thoát ra khỏi mô hình tiểu thuyết do Tự Lực văn đoàn tạo ra".
...Khi nghiên cứu từng tác giả cụ thể trong Tự Lực văn đoàn, tôi thấy mỗi người một hoàn cảnh và tự biết vượt qua khỏi "cái rào cản" chính mình để khẳng định mình chứ chẳng dựa dẫm vào ai. Họ làm việc cật lực với mục đích rõ ràng: "Làm giàu văn sản trong nước", chứ không chỉ hô hào cho sướng miệng...
- Nguyễn Hưng Quốc (Đánh giá lại Tự Lực Văn Đoàn, 2013):[31]

...Trong lịch sử Việt Nam, giới cầm bút ít có thói quen sinh hoạt theo nhóm. Có. Nhưng ít. Nhìn lại văn học trung đại, từ cuối thế kỷ 19 trở về trước, chúng ta chỉ biết tên được một số tổ chức được gọi là tao đàn hay văn thi xã, như Tao đàn nhị thập bát tú của vua Lê Thánh Tông ở cuối thế kỷ 15, Chiêu Anh Các của Mặc Thiên Tích ở thế kỷ 18, Tùng Vân thi xã của Tùng Thiện Vương ở thế kỷ 19. Chỉ có hai nhóm đầu là có quy mô lớn và hoạt động tương đối tích cực. Tao đàn Nhị thập bát tú có 28 hội viên, hoạt động chủ yếu theo lối xướng họa giữa vua và quần thần, để lại một tập thơ chung mang nhan đề Quỳnh uyển cửu ca. Chiêu Anh Các có đến 72 hội viên và để lại bảy tác phẩm, vừa Hán vừa Nôm, trong đó, có Hà Tiên thập cảnh, Hà Tiên vịnh vật thi tuyển, Thu Đức Hiên tứ cảnh hồi văn, Minh Bột du ngư thi thảo... Nhưng về tầm vóc, cả hai, so với Tự Lực Văn Đoàn, hoàn toàn không đáng kể. Có thể nói, không có nhóm văn học nào, của tư nhân, từ xưa cũng như đến tận ngày nay, có tổ chức chặt chẽ, hoạt động đa dạng và sôi nổi như nhóm Tự Lực Văn Đoàn cả. Về phương diện tổ chức, họ có hội viên, có quy định về việc kết nạp hội viên, và đặc biệt, có cả cương lĩnh hoạt động rõ ràng. Về hoạt động, họ bao trùm rất nhiều lãnh vực: văn học, xã hội (phong trào Ánh Sáng) và về sau, từ năm 1939, cả chính trị nữa. Riêng trong lãnh vực văn học, họ không phải chỉ biết sáng tác mà còn ra báo (Phong Hóa và Ngày Nay), lập nhà xuất bản (Đời Nay), mở nhà in, và tổ chức các giải thưởng văn học. Trừ lãnh vực chính trị, trong mọi lãnh vực họ hoạt động, họ đều thành công rực rỡ. Trương Chính nhận định: "trong vòng tám năm, từ 1932 đến 1940, Tự Lực Văn Đoàn chiếm ưu thế tuyệt đối trên văn đàn công khai; sách báo họ in đẹp nhất, bán chạy nhất." Chỉ với bảy người và chỉ trong khoảng một thời gian ngắn ngủi, họ làm được nhiều việc hơn bất cứ một nhóm văn học tư nhân nào khác trong cả lịch sử văn học Việt Nam từ trước đến nay.
...Nói một cách tóm tắt, trước thập niên 1930, trong suốt cả lịch sử văn học Việt Nam, chưa hề có một nhóm văn học nào hoạt động đa dạng, sôi nổi và thành công như Tự Lực Văn Đoàn. Từ thập niên 1930 về sau, cũng không hề có. Cùng thời với Tự Lực Văn Đoàn, người ta hay nhắc đến nhóm Tân Dân với những tên tuổi như Nguyễn Công Hoan, Vũ Trọng Phụng, Lan Khai, Lê Văn Trương, Vũ Bằng, Nam Cao, Tô Hoài, v.v.. Nhưng Tân Dân, thật ra, không phải là một tổ chức văn học đúng nghĩa. Họ đến với nhau một cách khá tình cờ chung quanh nhà xuất bản Tân Dân của Vũ Đình Long. Giữa họ với nhau không hề có một liên kết hay cam kết nào khác ngoài lãnh vực thương mại, nhưng trong thương mại, quan hệ của họ với Vũ Đình Long cũng chỉ là quan hệ giữa người viết thuê và chủ mà thôi, một thứ quan hệ đầy tính chất con buôn, thậm chí, gian trá. Sau này, có một số nhóm văn học được nhắc nhở nhiều, như nhóm Xuân Thu nhã tập của Đoàn Phú Tứ, Nguyễn Văn Hạnh và Nguyễn Xuân Sanh, nhóm Dạ Đài của Trần Dần, Trần Mai Châu và Vũ Hoàng Địch. Cả hai đều khao khát đổi mới văn học, nhưng tác phẩm, hoạt động cũng như ảnh hưởng của họ rất giới hạn. Với nhóm Dạ Đài, chỉ có "Bản tuyên ngôn tượng trưng" công bố vào năm 1946; với nhóm Xuân Thu nhã tập, chỉ có một tập sách mong mỏng, vừa tuyên ngôn vừa thơ và triết lý được xuất bản vào năm 1942. Ngay các nhóm văn học nổi tiếng ở miền Nam trước năm 1975, như Sáng Tạo của Mai Thảo, Trình Bày của Thế Nguyên, Quan Điểm của Nghiêm Xuân Hồng và Vũ Khắc Khoan... cũng không thể so sánh được với Tự Lực Văn Đoàn về bất cứ phương diện nào cả. Trên tạp chí Sông Hương ở Huế, số 37, ra vào tháng 4, 1989, Hoàng Xuân Hãn nhận định: "nhóm Tự Lực không phải là nhóm duy nhất nhưng là nhóm quan trọng nhất và là nhóm cải cách đầu tiên của nền văn học hiện đại." Trong bài "Tự Lực Văn Đoàn và Thơ Mới sau hơn nửa thế kỷ nhìn lại", viết năm 2012, Phong Lê cũng nhận định tương tự: "Tự Lực Văn Đoàn là tổ chức văn học lớn nhất và duy nhất quy tụ được những tên tuổi tài năng, có các nguyên tắc tổ chức vừa chặt chẽ, vừa rộng rãi trong đời sống văn học 1930-1945." Tôi đồng ý với cả hai. Nhưng tôi chỉ muốn nhấn mạnh thêm: Đó không phải là nhóm lớn nhất hay quan trọng nhất trong "nền văn học hiện đại" hay trong giai đoạn 1930-1945 mà là trong suốt cả lịch sử kéo dài hơn một ngàn năm của văn học Việt Nam nói chung.
...Trước thế kỷ 20, văn học gắn liền với học đường và thi cử, do đó, vừa nặng tính học thuật vừa nặng tính công thức; từ đầu thế kỷ 20, văn học bắt đầu gắn liền với báo chí và xuất bản, nhưng trong mấy thập niên đầu, cả báo chí lẫn xuất bản đều mới manh nha, còn rất yếu ớt, phần lớn phải dựa vào sự tài trợ của chính phủ Pháp (như trường hợp của Nam Phong) hoặc do người Pháp đứng làm chủ (như trường hợp của Đông Dương tạp chí). Chỉ từ đầu thập niên 1930, mọi sinh hoạt văn học mới thực sự châu tuần chung quanh các tờ báo và các nhà xuất bản, trong đó Tự Lực Văn Đoàn, với hai tờ Phong Hóa – Ngày Nay và nhà xuất bản Đời Nay, là những người đi tiên phong và cũng là những người thành công hơn cả. Dựa trên báo chí và xuất bản, Tự Lực Văn Đoàn trở thành những người đầu tiên sống hẳn bằng ngòi bút một cách tương đối thoải mái. Trước họ, Tú Xương, thi cử thất bại, phải sống nhờ vào sức lao động của vợ, người "quanh năm buôn bán ở mom sông / nuôi đủ năm con với một chồng"; gần họ hơn, Tản Đà đã bắt đầu sống bằng ngòi bút nhưng sống một cách nhọc nhằn, hay như chính lời ông nhìn nhận: "Khi làm chủ báo lúc viết mướn / Hai chục năm dư cảnh khốn cùng". Có thể nói, với Tự Lực Văn Đoàn, công việc viết văn và làm thơ (chứ không phải chỉ là làm báo) đã thực sự trở thành một nghề đàng hoàng. Biến thành một nghề, công việc viết lách dần dần được chuyên nghiệp hóa, giới cầm bút có thể tập trung hẳn vào sáng tác, do đó, số lượng tác phẩm tăng lên; họ cũng phải quan tâm đến việc đáp ứng thị hiếu của độc giả, do đó, hình ảnh của độc giả, vốn là những thị dân, từ một công chức đến một cô hàng xén, từ một anh đạp xích lô đến một cô gái điếm, dần dần được đưa vào văn học, thành những nhân vật trung tâm của văn học, thay thế cho các tiểu thư và các nho sinh ngày trước. Cuối cùng, do nhu cầu nghề nghiệp, giới cầm bút bắt buộc phải tìm kiếm và khẳng định phong cách độc đáo của mình, hơn nữa, không ngừng đa dạng hóa phong cách ấy để vừa thu hút vừa giữ gìn sự chú ý và hâm mộ của độc giả.
...Bởi vậy, từ góc độ văn học, không có gì quá đáng nếu nói tiểu thuyết hiện đại Việt Nam chỉ bắt đầu từ Tự Lực Văn Đoàn và với Tự Lực Văn Đoàn. Là những người đầu tiên, các nhà văn trong nhóm Tự Lực Văn Đoàn, đặc biệt Nhất Linh, Khái Hưng và Thạch Lam, đã chứng tỏ tài năng kiệt xuất của họ khi viết những cuốn tiểu thuyết được xem là kinh điển trong trào lưu lãng mạn của Việt Nam. Nhưng là những người đầu tiên, họ vấp phải không ít vụng về và sai lầm mà sau này chính Nhất Linh đã thừa nhận trong cuốn Viết và đọc tiểu thuyết. Tuy nhiên, ở đây, lại có mấy điểm cần phải chú ý. Thứ nhất, phần lớn các nhà văn trong nhóm Tự Lực Văn Đoàn hiểu khá rõ những khuyết điểm trong công cuộc khai phá của họ nên họ không ngừng tìm tòi để tự hoàn thiện, hệ quả là, trong nhóm Tự Lực Văn Đoàn, những người trưởng thành sau thường vượt hơn hẳn những người đi trước: về thơ, Xuân Diệu viết hay hơn Thế Lữ, và về truyện, đặc biệt truyện ngắn, Thạch Lam viết hay hơn cả Khái Hưng lẫn Nhất Linh và Hoàng Đạo; trong những người thuộc lớp trước, như trường hợp của Nhất Linh và Khái Hưng, những tác phẩm về sau thường hoàn chỉnh và đặc sắc hơn những tác phẩm ban đầu... Trong khi Nguyễn Công Hoan, Vũ Trọng Phụng hay Nguyễn Tuân hầu như chết gí trong một phong cách, một kỹ thuật và một quan điểm thẩm mỹ cũng như xã hội nhất định, các cây bút trong nhóm Tự Lực Văn Đoàn không ngừng thay đổi, họ đi từ tiểu thuyết luận đề sang tiểu thuyết tâm lý, từ tiểu thuyết lý tưởng sang tiểu thuyết phong tục, từ chủ nghĩa lãng mạn sang chủ nghĩa hiện thực, từ những ám ảnh về nhân sinh đến những ám ảnh ít nhiều mang tính vị nghệ thuật, từ những ưu tư về thế sự đến những ưu tư có tính chất siêu hình. Có thể nói chỉ trong vòng chưa tới mười năm, các cây bút trong nhóm Tự Lực Văn Đoàn đã thử ứng dụng hầu hết các phát hiện chính về kỹ thuật và tư duy nghệ thuật của tiểu thuyết Pháp trong vòng một trăm năm, từ đầu thế kỷ 19 đến đầu thế kỷ 20.
...Cái gọi là "phương pháp khoa học Thái Tây" này, theo tôi, bao gồm cả phương pháp sáng tác lẫn phương pháp cấu trúc câu văn. Nhờ chủ trương ấy cũng như nhờ tài năng thiên phú của họ, các cây bút Tự Lực Văn Đoàn đã xây dựng được một nền văn xuôi nghệ thuật thực sự có tính nghệ thuật, nghĩa là vừa thoát khỏi giai đoạn khẩu ngữ ngô nghê vừa thoát khỏi ảnh hưởng của văn biền ngẫu lổn nhổn từ Hán Việt ngày trước. Cứ so sánh câu văn của bất cứ người nào trong nhóm Tự Lực Văn Đoàn với các câu văn của các nhà văn từ thập niên 1920 trở về trước, kể cả những tài năng xuất sắc của thời ấy, từ Tản Đà đến Phạm Quỳnh, từ Hoàng Ngọc Phách đến Hồ Biểu Chánh, chúng ta sẽ thấy khác hẳn. Câu văn của họ, nói chung, gọn gàng, nhẹ nhàng, trong sáng, linh động và duyên dáng hơn hẳn.
...Đánh giá công lao của nhóm Tự Lực Văn Đoàn trong lãnh vực tiểu thuyết, tôi cho nhận định của Lại Nguyên Ân rất hợp lý và công bình: "từng bước một, tiểu thuyết Tự Lực Văn Đoàn chinh phục được công chúng, trở nên quen thuộc với họ, nhất là lớp công chúng thị dân. Và khi các nhà tiểu thuyết Tự Lực Văn Đoàn đã đi hết chặng đường sáng tạo của họ, thì 'kiểu dáng' tiểu thuyết do họ tạo dựng đã trở thành cái nền, thành điểm tựa để nhiều nhà văn thuộc các xu hướng khác tiếp nhận để đi tới những thành tựu cao hơn." Nói như vậy cũng có nghĩa là muốn nói công lao của Tự Lực Văn Đoàn trong lãnh vực tiểu thuyết không phải chỉ được nhìn thấy từ những tác phẩm của chính họ mà còn ở cả những tác phẩm khác của những người khác trong suốt thập niên 1930-40 và cả sau đó nữa.
...Với năm đóng góp kể trên (hình thành lớp nhà văn kiểu mới; hoàn chỉnh thể loại tiểu thuyết; đưa phong trào Thơ mới đến toàn thắng; cổ vũ cho chủ nghĩa cá nhân và nâng tiếng Việt lên thành một ngôn ngữ nghệ thuật, đặc biệt trong lãnh vực văn xuôi), không có gì đáng ngạc nhiên khi hầu hết những nhà phê bình và nghiên cứu công tâm từ trước đến nay đều nhìn nhận vị trí và vai trò của Tự Lực Văn Đoàn: thứ nhất, họ đều là những cây bút hàng đầu của Việt Nam trong suốt thế kỷ 20; thứ hai, họ là những người đi tiên phong và có công nhất trong nỗ lực hiện đại hóa văn học Việt Nam; và thứ ba, họ tạo được một nền tảng vững chắc trong cả hai lãnh vực, báo chí và văn học, trong văn học, gồm cả hai thể loại chính là truyện và thơ, để các thế hệ sau tiếp tục vun đắp. Sau này, một số nhà văn và nhà thơ đòi "chôn Thơ Mới" (như nhóm Nhân Văn Giai Phẩm ở miền Bắc vào giữa thập niên 1950) hay vượt qua Tự Lực Văn Đoàn (như nhóm Sáng Tạo ở miền Nam), và thành thực mà nói, đã có một số người làm điều đó, hơn nữa, chúng ta cũng mong muốn càng ngày càng có nhiều người làm được điều đó, nhưng ngay cả như vậy, tất cả những người vượt qua được Tự Lực Văn Đoàn đều mắc nợ Tự Lực Văn Đoàn. Thế đứng cao ngất của họ được hình thành một phần, thậm chí, phần lớn, nhờ họ đứng trên đôi vai vạm vỡ và lực lưỡng của Tự Lực Văn Đoàn. Xin được nhấn mạnh: ngay cả khi bị vượt qua, tác phẩm của Tự Lực Văn Đoàn cũng còn lại và sẽ còn lại mãi. Những gì đã trở thành cổ điển thì không bao giờ bị mất đi cả. Thế hệ trẻ hiện nay có thể sẽ không còn say mê Tự Lực Văn Đoàn. Nhưng họ vẫn phải đọc Tự Lực Văn Đoàn. Không đọc Tự Lực Văn Đoàn là một thiệt thòi, ít nhất về phương diện kiến thức: người ta bị hụt mất một trong những mảng màu đẹp nhất và nổi bật nhất trong bức tranh văn học Việt Nam.
...Đó là một nhóm văn học chịu nhiều oan khuất nhất trong nửa sau thế kỷ 20 như là hậu quả của những tranh chấp về chính trị và ý thức hệ tại Việt Nam trong suốt cả hai cuộc chiến tranh kéo dài từ 1945 đến 1975 cũng như cả giai đoạn gọi là "bao cấp" sau đó nữa... Với cả nhóm, cách đánh giá của giới nghiên cứu Việt Nam phần lớn vẫn còn khá rụt rè. Trong cuốn Về Tự Lực Văn Đoàn, cuốn sách nghiên cứu đầu tiên về Tự Lực Văn Đoàn được xuất bản sau phong trào Đổi Mới, Nguyễn Trác và Đái Xuân Ninh nhận định chung về Tự Lực Văn Đoàn: "Đóng góp ít, hạn chế nhiều". Ngay cả Vương Trí Nhàn, một nhà phê bình khá có thiện chí ở Hà Nội, trong cuốn Nhà văn tiền chiến và quá trình hiện đại hoá trong văn học Việt Nam từ đầu thế kỷ XX cho tới 1945 do NXB Đại học Quốc gia Hà Nội ấn hành năm 2005, cũng chỉ tập trung phân tích các tác giả như Nguyễn Công Hoan, Ngô Tất Tố, Thạch Lam, Nguyễn Tuân, Vũ Trọng Phụng, Lê Văn Trương, Nam Cao, Vũ Bằng, Dương Quảng Hàm và Đinh Gia Trinh chứ không hề có phần nào dành cho Nhất Linh và Khái Hưng cả. Đối với từng tác giả, trong nhóm Tự Lực Văn Đoàn, không kể những người sau năm 1945, theo Việt Minh và sau năm 1954, ở lại miền Bắc (như Tú Mỡ, Thế Lữ và Xuân Diệu), trong bốn người còn lại (Khái Hưng và ba anh em nhà Nguyễn Tường), Thạch Lam là người được xuất bản nhiều nhất và cũng là người được đánh giá một cách ưu ái nhất. Ngoài lý do truyện của Thạch Lam, nhất là truyện ngắn, có giá trị nghệ thuật cao còn hai lý do này nữa: thứ nhất, truyện ông thường đề cập đến người nghèo khổ, rất phù hợp với quan điểm giai cấp của đảng Cộng sản; và thứ hai, quan trọng hơn, ông mất sớm, từ năm 1942, hoàn toàn không tham gia vào chính trị và cũng không có ân oán gì với đảng Cộng sản. Riêng với Nhất Linh, Hoàng Đạo và Khái Hưng, ba người từng công khai phát biểu cũng như hoạt động chống lại họ, trong đó có một người bị họ giết chết (Khái Hưng), cho đến nay, công việc tái bản sách của họ cũng như đánh giá về họ vẫn còn khá ít ỏi và dè dặt.
- Lại Nguyên Ân (Tự lực văn đoàn, một "nhóm lợi ích" trong đời sống văn nghệ, 2014):

Ngay Phan Khôi, cùng thế hệ Tản Đà, người đã rất sớm nhận ra và lên tiếng khen giọng điệu báo chí mới mẻ của Phong Hóa, nhưng đáp lại, Phong Hóa luôn dùng lối diễu cợt để giữ khoảng cách, để dứt khoát gạt Phan Khôi về phái già. Bỏ qua rất nhiều trò chọc ghẹo vốn là đương nhiên khó tránh khỏi của thể tài hài báo, ít ra vẫn có một sai lạc không thể biện hộ, ấy là việc Phong Hóa và TLVĐ tạo ra thành ngữ "lý luận Phan Khôi" với hàm ý chế nhạo. Trong khi tư duy lô-gích là cái thiếu nhất ở người Việt, trong khi Phan Khôi là nhà báo thể hiện sự cố gắng nhiều hơn hết để nghĩ mới về mọi sự mọi việc, trong khi chính TLVĐ cũng hướng tới cái mới, duy lý, tiến bộ cho văn hóa xã hội Việt, thì chính họ lại dựng lên thành ngữ này, hùa theo luồng định kiến thông tục cũ kỹ trong giới cầm bút vốn đặc trưng cho xu thế thù ghét lý tính, bài xích lý luận của số đông với tâm thế gia trưởng thủ cựu; ở phương diện này, Nhất Linh (nếu ông là tác giả chính của thành ngữ này) chỉ đứng ngang với những cây bút tầm thường, và tỏ ra thấp hơn Phan Khôi rõ rệt. Nhưng khi đó Nhất Linh và các thành viên TLVĐ đã hành động theo lợi ích nhóm, mà chiến lược là hạ uy tín của những "đàn anh" trong báo giới văn giới, bất kể là ai.
...Các nhà văn trong TLVĐ từng khiến giới viết truyện đương thời cảm phục và gắng sức đua theo, vì kiểu tiểu thuyết luận đề là do họ đề xướng và cho ra mắt những sản phẩm đầu tiên. Song, mô hình tiểu thuyết luận đề chỉ có thể là điểm xuất phát chứ chưa thể là giải pháp cho mọi vấn đề của sáng tác văn xuôi tự sự bằng tiếng Việt ở thời đại mới. Những tiểu thuyết luận đề đầu tiên ra mắt chừng vài ba năm là đã thấy xuất hiện các sáng tác cùng kiểu thức ấy của những cây bút ngoài TLVĐ. Quá trình văn học diễn ra trong chưa đầy 20 năm đã làm xuất hiện một nền tiểu thuyết khá phong phú với rất nhiều tác giả và tác phẩm. Tuy vậy, điều đáng nói lại là, nếu như các cây bút văn xuôi trong TLVĐ đã in dấu vào mô hình thể tài tự sự này ở điểm khởi đầu, thì chính họ lại không có sản phẩm nào nằm trong sự kết tinh của cả quá trình phát triển ấy. Quả thật, không có tác phẩm nào đáng gọi là kiệt tác trong số các tiểu thuyết TLVĐ. Bởi nếu nói đến kiệt tác ở văn xuôi tự sự hư cấu giai đoạn ấy, người ta chỉ kể được Số đỏ (của Vũ Trọng Phụng) và Chí Phèo (của Nam Cao), hai tác phẩm của hai nhà văn ngoài văn đoàn Tự Lực.
...Chẳng hạn, về ngôn ngữ, họ chủ trương và thực hành việc viết bằng một thứ tiếng Việt trong sáng, giản dị, dễ hiểu, song họ hầu như không để ý đến việc những người viết văn đương thời thể nghiệm hoặc xử lý ra sao đối với chất liệu đời sống Việt Nam hoặc chất liệu ngôn ngữ tiếng Việt. Hoặc, họ có hầu như ngay từ đầu những ý tưởng về nhu cầu thoát khỏi chế độ đại gia đình để tìm đến kiểu gia đình hạt nhân, vốn phù hợp với sự phát triển con người cá nhân của một lớp thanh niên mới xuất hiện trong xã hội thuộc địa Âu hóa những năm 1920-30; song họ có khá ít sự hiểu biết về các tầng lớp dưới, ở cả thôn quê lẫn đô thị cũng đương thời ấy. Thế nhưng họ lại xem thường những khảo sát về những lớp người ấy do các nhà văn nhà báo bên ngoài văn phái họ thực hiện.
...Trong khi đó, có vẻ như các tác gia trong TLVĐ hầu như đứng ngoài sự nghiên cứu đời sống, đứng ngoài hoạt động miêu tả ngôn ngữ. Mấy tác gia hàng đầu của tiểu thuyết TLVĐ như Nhất Linh, Khái Hưng dường như quá tự tín khi đưa ra các luận đề mà họ cho là các vấn đề chính của xã hội và con người Việt Nam đương thời. Cố nhiên họ đã có lý – và đã đắc thắng – trong một thời gian nhất định. Song việc coi thường những đồng nghiệp "học vấn sơ học" tìm tòi ra sao trên những vấn đề của đời sống Việt, và cả những màu sắc ngôn từ, ở những vùng miền cụ thể, đã khiến những sáng tác về sau của họ yếu dần về độ sâu sắc của các vấn đề đời sống con người, nhạt nhòa dần về màu vẻ của ngôn từ nghệ thuật. Các tiểu thuyết của họ có văn phong sáng sủa, mực thước, nhưng cả tác giả, người kể chuyện lẫn các nhân vật trong truyện đều nói cùng một giọng, mọi nhân vật đều nói như nhau, hầu như không cho thấy các sắc thái giọng nói. Đấy chỉ là một trong số những dấu hiệu về sự khác biệt, song lại là khác biệt về "bí kíp" của sự nhạt nhẽo ngày càng lộ rõ trong ngôn ngữ của các tác gia văn xuôi TLVĐ, so với những sắc giọng đậm và mặn, có khi thô lỗ, có khi tục tằn, in dấu khẩu ngữ, biệt ngữ, phương ngữ trong mạch văn của không ít tác gia ngoài TLVĐ.
- Sách Ngữ văn lớp 11 (tập 1):

Từ khoảng năm 1930, đã thực sự xuất hiện trào lưu lãng mạn chủ nghĩa với những thành tựu nổi bật được kết tinh ở Thơ mới, tiểu thuyết của Tự lực văn đoàn, truyện ngắn trữ tình của Thạch Lam (trong Tự lực văn đoàn), Thanh Tịnh, Hồ Dzếnh, Nguyễn Tuân...Trong khoảng thời gian ấy, nhóm Tự lực văn đoàn với những tác phẩm xuất sắc của Nhất Linh, Khái Hưng... đã đẩy cuộc cách tân tiểu thuyết lên một bước mới: cách dựng truyện tự nhiên, tổ chức kết cấu linh hoạt, tính cách nhân vật được xem là trung tâm của tác phẩm, đời sống của nhân vật được chú trọng và được phân tích, diễn tả tinh vi. Ngôn ngữ tiểu thuyết Tự lực văn đoàn giản dị, trong sáng, có khả năng diễn tả chính xác, tinh tế từ ý nghĩ, tình cảm, cảm xúc đến cảm giác mong manh, mơ hồ nhất, tuy về sau lại trở thành kiểu cách, sáo mòn.

## Vinh danh
Bản số hóa toàn bộ báo Phong Hóa và báo Ngày Nay của Tự Lực văn đoàn từ những năm 1930 - 1940 được công bố và cho tải về miễn phí tại nhiều Website. Ðây là công trình được bà Phạm Thảo Nguyên (định cư ở Hoa Kỳ, con dâu của nhà văn Thế Lữ) cùng các cộng sự thực hiện từ đầu năm 2011.
Tại thị trấn Cẩm Giang thuộc huyện Cẩm Giàng, tỉnh Hải Dương có Nơi lưu niệm Tự Lực văn đoàn hướng ra tuyến đường sắt xưa cũ mà nhà văn Thạch Lam viết tác phẩm Hai đứa trẻ Lưu trữ ngày 28 tháng 10 năm 2020 tại Wayback Machine.
Tháng 2 năm 2012, quy hoạch chi tiết công viên Tự Lực văn đoàn được UBND tỉnh Hải Dương phê duyệt. Kèm theo là dự án xây dựng quần thể khu biểu trưng văn hóa, nhà văn hóa, thư viện, hội trường, nhà khách, nhà ẩm thực và các công trình phụ trợ, trên diện tích gần 2,4 ha (toàn bộ khu vườn và khu vực lân cận) với tổng vốn gần 60 tỉ đồng. Tuy nhiên vì nhiều lý do mà dự án trên vẫn chưa xây dựng cho đến nay.

## Vấn đề liên quan đến văn bản gốc
Trong những năm qua (đặc biệt kể từ đầu thời kỳ Đổi Mới tới nay) đã có không ít phản ánh của các nhà nghiên cứu trong nước lẫn hải ngoại về việc các tác phẩm của văn đoàn khi được tuyển chọn và in lại bởi các cơ sở xuất bản trong nước (trong đó có cả Nhà xuất bản Hội Nhà văn, cơ quan trực thuộc Hội Nhà văn Việt Nam) đã để xảy ra tình trạng khác biệt nội dung đáng kể so với văn bản gốc được phát hành trước năm 1945 bởi Nhà xuất bản Đời Nay trực thuộc văn đoàn. Nguyên nhân chủ yếu được cho là thuộc về trách nhiệm của những người làm công tác biên soạn trong nước khi tuyển chọn và cho tái bản đã tùy tiện cắt xén, biên tập làm thay đổi nội dung văn bản gốc (dù hấu hết là các tác phẩm văn chương thuần túy, không liên quan đến các vấn đề chính trị hay kiểm duyệt đương thời). Điều này dù vô tình hay cố ý đã tạo nên quá trình biến đổi từ từ về cấu trúc văn bản gốc (trong nguyên tác) theo thời gian. Do đó đã có những ý kiến cho rằng đây là quá trình "ngụy tạo" văn bản một cách có ý thức, dẫn tới kết quả "ngụy tạo" tác phẩm. Đồng thời qua đó những người làm công tác biên soạn trong trường hợp nói trên đã cho thấy sự thiếu tôn trọng thực sự đối với tác giả cũng như người đọc.